# Pierre Vermare

Pierre Vermare est un sculpteur français, né en mars 1835 à Légny et mort en 1906 à Lyon.

## Biographie
Pierre Vermare est le fils d'un cultivateur lyonnais et le frère de Victor Vermare. Il est élève de Joseph-Hugues Fabisch et obtient la médaille d'or à l'École nationale supérieure des beaux-arts de Lyon. Il épouse Anna Pétreling et fonde une entreprise familiale d'articles de piété à laquelle il fait probablement participer son frère Victor. Ses sculptures, produites par l'entreprise familiale sont éditées en grand nombre et souvent faites de plâtre peint et parfois de pierre et les sujets sont religieux. Cette Maison Vermare - Statuaire, Orfèvrerie, Ornements et Bronzes, située au no 25, rue de Francheville (actuelle rue du commandant Charcot dans le 5e arrondissement de Lyon, produisit de nombreuses statues pour les églises de la région.
Parmi ses élèves on compte deux de ses fils, André Vermare et Frédéric Vermare ainsi que le sculpteur-céramiste Jean-Joseph Carriès. Tous les fils de Pierre Vermare intègrent l'École nationale supérieure des beaux-arts de Lyon. Alors qu'il cherche un apprenti, il fait appel à Carriès qui vit à l'orphelinat Denuzière; il n'a que treize ans donc probablement en 1868. Carriès quitte son atelier deux ans après mais ce court apprentissage marque sa différence lorsqu'il vient à l'atelier d'Augustin Dumont à Paris puisqu'il applique de la barbotine au pinceau pour colorer son bas-relief Descente de croix, ce qui provoque les railleries de ses camarades,.